# 西湖渡假村
西湖渡假村（英語：West Lake Resortopia）位於台灣苗栗縣三義鄉中山高速公路三義交流道旁，成立於1989年。園區旁有一個天然湖泊「德興池」，可媲美中国大陆杭州西湖，三義人又稱之為「西湖」，因此業者才將園區取名西湖渡假村。
西湖渡假村園區內有歐式洋房為建築風格的西湖渡假飯店、荷蘭式榖倉挑高設計的森林小木屋、媲美五星級設施的全新養生會館，也是三義鄉唯一的合法旅館。

## 外部連結
- 西湖渡假村 （页面存档备份，存于）
- 西湖渡假村-三義旅遊景點 （页面存档备份，存于）
- 西湖渡假村 Facebook （页面存档备份，存于）